# 가미나카촌
가미나카촌(일본어: 上中村)은 일본 가나가와현 아시가라카미군에 존재했던 촌이다. 현재의 오이정의 동부에 해당한다.

## 역사
- 1889년 4월 1일 - 정촌제 시행에 의해 아시가라카미군 가미나카촌이 성립하였다.
- 1946년 11월 3일 - 야마다촌과 합병해 소와촌이 성립하여, 동일 가미나카촌은 폐지되었다.
- 1951년 6월 20일 - 소와촌의 일부가 나카군 니시하다노촌에 편입되었다.

## 참고 문헌
- 角川日本地名大辞典編纂委員会,『角川日本地名大辞典 神奈川県』1984, 角川書店